# Hérout-Le Mouvement national
Ne doit pas être confondu avec Hérout.
Pour les articles homonymes, voir Hérout.
Le Hérout-Le Mouvement national (hébreu : חרות – התנועה הלאומית, Herut – HaTnu'a HaLeumit), connu plus communément sous le nom de Hérout, est un parti politique mineur de la droite israélienne. Bien qu'il se perçoive comme le successeur idéologique du parti historique Hérout (qui a fusionné au sein du Likoud), c'est un nouveau parti distinct.

## Histoire
Le parti fut créé le 23 février 1999 lorsque Benyamin Begin, Michael Kleiner et David Re'em quittèrent le Likoud durant la 14e session de la Knesset. Cette rupture était la conséquence de désaccords avec le chef du parti, Benyamin Netanyahou, sur les accords de Wye Plantation et le Protocole d'Hébron, qui avaient concédé de la terre aux Palestiniens. Bien que n'étant pas alors représentant à la Knesset, l'ancien Premier ministre et dirigeant du Hérout historique, Yitzhak Shamir soutint le parti.
Le nouveau Hérout participa aux élections législatives de 1999 comme composante de l'Union nationale, une alliance de droite comprenant, outre lui-même, le Moledet et la Tkuma avec Benyamin Begin à sa tête. Pour l'élection simultanée pour le poste de Premier ministre, Benyamin Begin avait à l'origine prévu de se présenter, mais se retira trois jours avant l'élection pour éviter une division du vote de droite entre lui-même et Benyamin Netanyahou (bien que l'élection fut par la suite perdue par Benyamin Netanyahou par plus de 12 % des suffrages face à Ehud Barak). L'alliance en remporta que 3 % des suffrages des élections législatives, et obtint 4 sièges. Cet échec conduisit Benyamin Begin a démissionner de la tête du parti et à prendre sa retraite politique avant le début de la session de la Knesset, et le siège du Hérout fut occupé par Michael Kleiner.
Le 1er février 2000, Michael Kleiner quitta l'alliance, faisant du Hérout un parti indépendant à la Knesset. Lors des élections législatives de 2003, le parti participa de manière indépendante. Il choisit comme lettres de bulletin les lettres נץ, signifiant « faucon », et utilisa le slogan : « le plus faucon à droite ». Michael Kleiner conduisit la liste, avec Baruch Marzel, ancien membre du Kach hors-la-loi, à la deuxième place. Le parti rallia 36 202 suffrages (1,1 % du total) et échoua à passer le seuil électoral. Peu après, Baruch Marzel quitta le parti pour fonder le Front national juif.
Le Hérout participa aux élections législations du 28 mars 2006. Cette fois-ci, Michael Kleiner fut rejoint par les activistes vétérans Elie Yossef et Israël Cohen. Le parti proposa un programme en 13 points :
« 
1. Nous croyons d'une croyance sans borne en la réalisation du grand Israël et au droit du peuple juif à sa patrie héréditaire, la terre d'Israël.
2. Nous croyons que Gush Katif[2] et le nord du Shomron nous seront rendus et qu'ils s'épanouiront et prospéreront de nouveau sous une souveraineté juive totale.
3. Nous croyons à l'accomplissement de mesures claires et pro-actives afin d'assurer et de préserver la majorité juive dans l'état d'Israël.
4. Nous croyons qu'un effort national visant à encourager l'émigration[3] vers les pays arabes résoudra à long terme le problème démographique d'Israël.
5. Nous croyons que le serment d'allégeance à l'État d'Israël comme État Juif est obligatoire pour obtenir ou garder la citoyenneté israélienne.
6. Nous croyons que les valeurs éternelles de la Torah devraient être fermement enracinées dans la vie de l'état et du peuple juif.
7. Nous croyons que les partis élus à la Knesset doivent représenter une idéologie et non les intérêts d'un groupe de politiciens affamés de puissances et corrompus ne veillant qu'à donner des avantages à leurs proches.
8. Nous demandons un système juridique plus pluraliste et plus représentatif des différents courants idéologiques de la société israélienne.
9. Nous demandons que l'hébreu soit déclaré seule langue officielle de l'état juif[4].
10. Nous croyons en une économie de libre marché et rejetons toute législation irresponsable et populiste qui n'entraîne que la perte des plus faibles et augmente le chômage.
11. Nous croyons que le système éducatif de l'État de l'Israël doit être enrichi par des cours de judaïsme et sur l'héritage juif.
12. Nous appelons l'État de l'Israël à ne pas oublier les contributions de Jonathan Pollard et à œuvrer activement à sa libération des prisons américaines.
13. Nous demandons que la loi du retour soit modifiée pour arrêter l'afflux des non-juifs dans le pays, qui mettrait en danger la majorité et le caractère juifs de l'état. »

Leur principal slogan de campagne fut : « Compensation pour l'évacuation des Palestiniens ». Yana Chudriker, immigrante venue d'Ukraine et miss Israël 1993, fut nommée à la quatrième place de la liste du parti. La campagne présenta Yana Chudriker portant une burka comme un avertissement contre la menace démographique des Arabes envers Israël et le slogan était : « la démographie va nous empoisonner » (en hébreu, les mots « poison » (ra'al, רעל) et « burka » (r'ala, רעלה) se ressemblent phonétiquement), ou encourageait les Arabes israéliens à partir du pays : « Hérout help you and pay for your family to emigrate to any Arab country and live a happy life - Le Hérout vous aidera et paiera pour que votre famille émigre vers n'importe quel pays arabes et y vive une vie heureuse ».
Pour les élections du 28 mars 2006, le Hérout a lancé une campagne d'affichage pour encourager les Israéliens arabes à partir du pays. « Le Hérout vous aide et paye pour que votre famille émigre vers n'importe quel pays arabes et y vive une vie heureuse ». L'édition des affiches conduisit l'Attorney général Menachem Mazuz à ordonner à la police d'enquêter sur le parti pour incitation au racisme. La campagne télévisée du parti suscita aussi la critique, et des éléments furent supprimés par la Commission centrale pour les élections. Le président de cette commission et juge à la Cour suprême d'Israël, Dorit Beinisch, indiqua que le segment retiré de la publicité étant un slogan ouvertement raciste et que s'il était diffusé, il blesserait très probablement les sentiments de la population arabe. Le parti ne rassembla que 2 387 suffrages (0,07 %), bien en dessous du seuil électoral de 2 %.
Avant les élections de 2009, Michael Kleiner rejoint la liste du Likoud et le parti ne participa pas indépendamment cette fois. Depuis, le parti a disparu.